# Nigeria ai Giochi della XXIV Olimpiade
La Nigeria partecipò ai Giochi della XXIV Olimpiade, svoltisi a Seul, Corea del Sud, dal 17 settembre al 2 ottobre 1988, con una delegazione di 69 atleti impegnati in otto discipline.